# サイバータンク
サイバータンク（英: ：CYBER TANK）は、1988年8月にコアランドテクノロジーが開発し、タイトーが販売したアーケードゲーム。本作は14インチの4：3画角モニタを2つ横に並べたワイド画面が特徴である。
ポスターイラストはシド・ミードが手掛けた。
開発元のコアランドは、本作発表後にバンダイグループの子会社としてバンプレストに改名した為、コアランドとしては本作が最後の作品となった。

## 概要
1台の戦車を2人本作のプレイヤーで操る。1人戦車の操縦、もう1人は機銃を担当する。なお、操縦士1人のみでのプレイも可能である。
ステージの中には敵のタンク・対戦車ロケット・武装ヘリコプター・地雷などで仕組まれた敵がプレイヤーの進行を妨げている。全5ステージをクリアすればエンディングに至る。

## サウンドトラック
サウンドトラックは、コアランドが開発した『WECル・マン24』と同じく、アポロン音楽工業株式会社・コンピュージックレーベルから発売された。実際にゲーム内で使用された曲のほか、アレンジ曲も収録された。